# Jura Sớm
| Hệ/ Kỷ                               | Thống/ Thế   | Tầng/ Kỳ   | Niên đại (Ma) | Niên đại (Ma) |
| ------------------------------------ | ------------ | ---------- | ------------- | ------------- |
| Phấn Trắng                           | Hạ/Sớm       | Berrias    | trẻ/muộn hơn  | trẻ/muộn hơn  |
| Jura                                 | Thượng /Muộn | Tithon     | ~145.0        | 152.1         |
| Jura                                 | Thượng /Muộn | Kimmeridge | 152.1         | 157.3         |
| Jura                                 | Thượng /Muộn | Oxford     | 157.3         | 163.5         |
| Jura                                 | Trung/Giữa   | Callove    | 163.5         | 166.1         |
| Jura                                 | Trung/Giữa   | Bathon     | 166.1         | 168.3         |
| Jura                                 | Trung/Giữa   | Bajocy     | 168.3         | 170.3         |
| Jura                                 | Trung/Giữa   | Aalen      | 170.3         | 174.1         |
| Jura                                 | Hạ/Sớm       | Toarc      | 174.1         | 182.7         |
| Jura                                 | Hạ/Sớm       | Pliensbach | 182.7         | 190.8         |
| Jura                                 | Hạ/Sớm       | Sinemur    | 190.8         | 199.3         |
| Jura                                 | Hạ/Sớm       | Hettange   | 199.3         | 201.3         |
| Trias                                | Thượng /Muộn | Rhaetia    | cổ/sớm hơn    | cổ/sớm hơn    |
| Phân chia Kỷ Jura theo ICS năm 2020. |              |            |               |               |

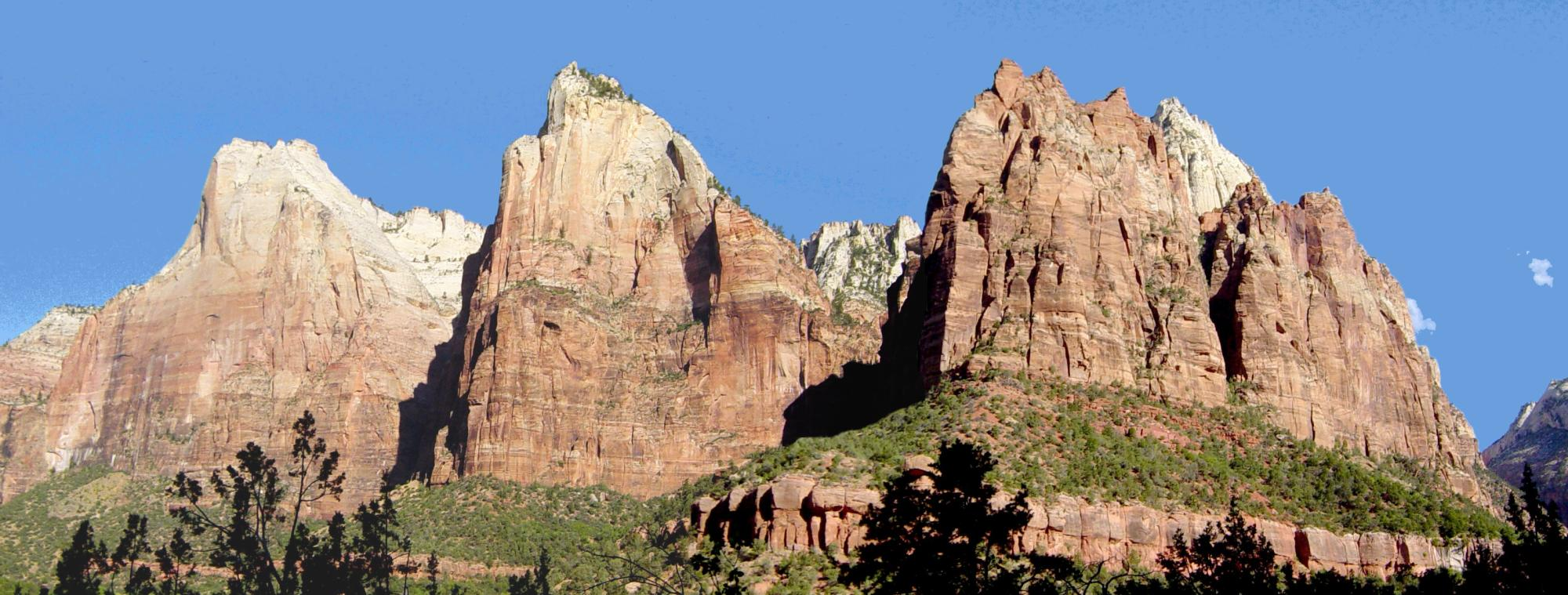
Mộth mỏm đá khổng lồ ở Zion Canyon bao gồm các thành hệ của Jura sớm (từ trên xuống): Thành hệ Kayenta và Sa thạch Navajo lớn.

Jura sớm (trong phân vị địa tầng tương ứng với Jura dưới) là thế sớm nhất trong số ba thế của kỷ Jura. Jura sớm được bắt đầu ngay sau khi các sự kiện tuyệt chủng kỷ Trias-Jura vào 199,6 Ma (triệu năm trước) và kết thúc vào lúc bắt đầu của Trung Jura (175,6 Ma).
Một số loại đá biển ở châu Âu có niên đại từ thế này được gọi là " Lias Group" và cái tên đó đã được sử dụng để chỉ giai đoạn này giống như trong địa chất học của thế kỷ 19.

## Địa chất

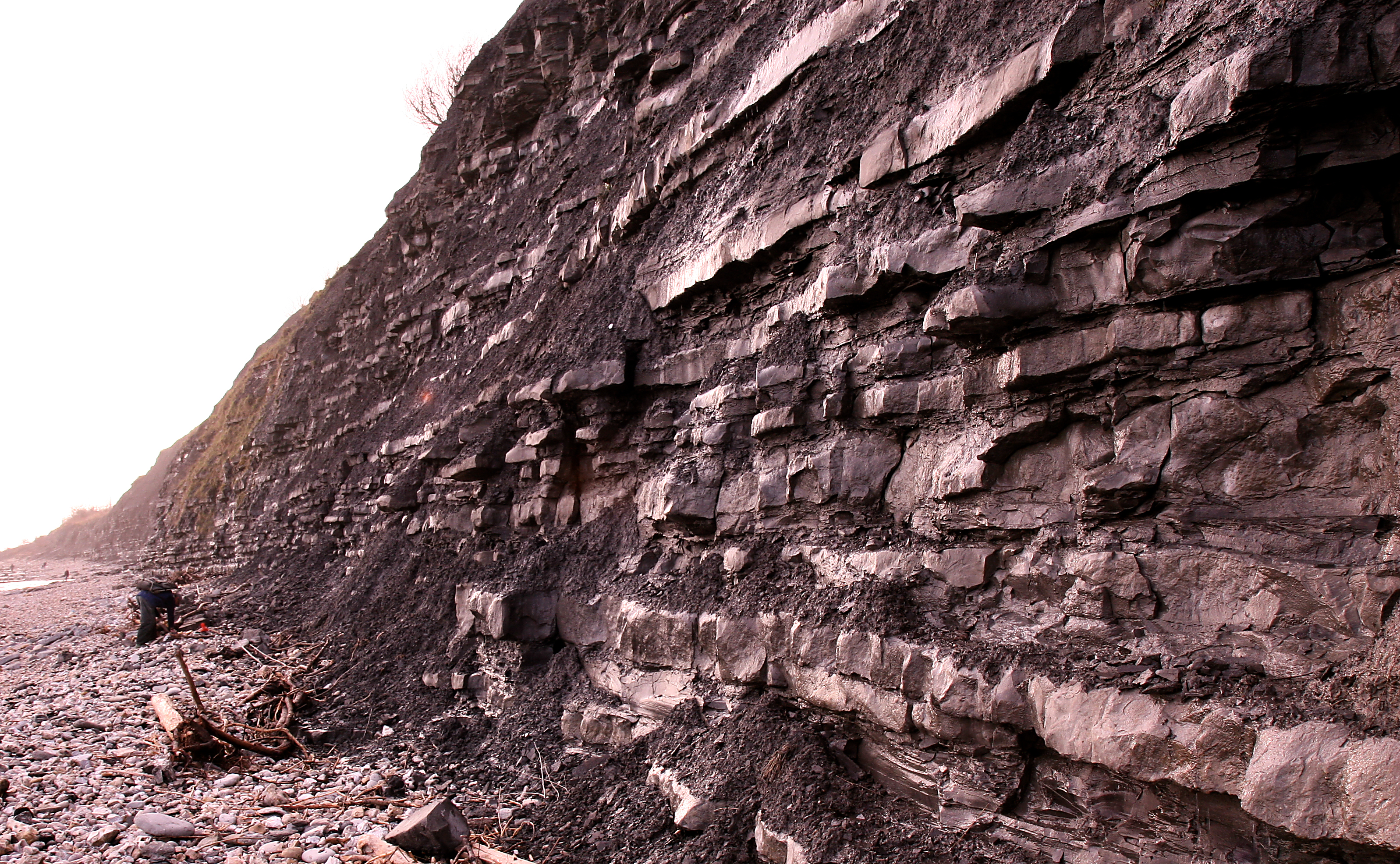
Thành hệ Lias tại Lyme Regis, UK, tên địa phương Blue Lias.